# Mamood Amadu
Mamood Amadu (ur. 17 listopada 1972) – ghański piłkarz występujący na pozycji napastnika.

## Kariera klubowa
W swojej karierze Amadu występował w zespole Asante Kotoko.

## Kariera reprezentacyjna
W reprezentacji Ghany Amadu rozegrał dwa spotkania, oba w 1994 roku. W 1992 roku był członkiem reprezentacji, która zdobyła brązowy medal na letnich igrzyskach olimpijskich. Wystąpił na nich w pojedynku fazy grupowej z Meksykiem (1:1).